# Unterkohlstätten
Unterkohlstätten is een gemeente in de Oostenrijkse deelstaat Burgenland, gelegen in het district Oberwart (OW). De gemeente heeft ongeveer 1100 inwoners.

## Geografie
Unterkohlstätten heeft een oppervlakte van 29,1 km². Het ligt in het uiterste oosten van het land.
Kadastrale gemeenten zijn Glashütten bei Schlaining, Günseck, Holzschlag, Oberkohlstätten en Unterkohlstätten.
Bad Tatzmannsdorf · Badersdorf · Bernstein · Deutsch Schützen-Eisenberg · Grafenschachen · Großpetersdorf · Hannersdorf · Jabing · Kemeten · Kohfidisch · Litzelsdorf · Loipersdorf-Kitzladen · Mariasdorf · Markt Allhau · Markt Neuhodis · Mischendorf · Neustift an der Lafnitz · Oberdorf im Burgenland · Oberschützen · Oberwart · Pinkafeld · Rechnitz · Riedlingsdorf · Rotenturm · Schachendorf · Schandorf · Stadtschlaining · Unterkohlstätten · Unterwart · Weiden bei Rechnitz · Wiesfleck · Wolfau
- Gemeinsame Normdatei: 4523445-0
- Virtual International Authority File: 247826633